# Publiciteta
Publiciteta pomeni v najširšem pomenu objavo neke vsebine - besedil, slik, zvočnih zapisov, mnenj ali stališč v javnih medijih. Pojem ima korenine v glagolu publicirati –  narediti, povzročiti, da kaj izide v časopisu ali knjigi.

## Publiciteta v marketingu in odnosih z javnostmi
Publiciteta je pogosto uporabljena komunikacijska tehnika v marketinškem komuniciranju in v odnosih z javnostmi. Novice ali informacije o nekem izdelku, storitvi, organizaciji ali osebi so ponujene novinarjem in ti jih prevzamejo ter jih objavijo po svoji presoji, predvsem glede na njihovo novičarsko vrednost. Objava je brezplačna in se je zaradi tega ne da nadzorovati. Količina dosežene publicitete in vrsta publicitete predstavljata za nekatere merilo, s katerim merijo uspeh organizacije, podjetja ali osebe .
V marketingu je publiciteta eno od orodij promocije, ki jo sestavljajo še oglaševanje, pospeševanje prodaje, direktni marketing in osebna prodaja. Promocija sestavlja skupaj z izdelkom, prodajnimi potmi in ceno sestavni del marketinškega spleta. Publiciteta je neplačana in neosebna oblika komunikacije neznanega naročnika s cijnimi skupinami prek množičnih medijev in se tako razlikuje od oglaševanja, ki je plačana in neosebna komunikacija znanega naročnika.
V odnosih z javnostmi je publiciteta ena od tehnik odnosov z mediji, kar je le eno od področij strokovne prakse. Ker je ta tehnika med najbolj vidnimi in najpogosteje uporabljenimi tehnikami odnosov z javnostmi, jo nekateri razumejo kot same odnose z javnostmi .
Za doseganje pozornosti medijev in posledično publicitete uporabljajo praktiki različne pristope -  izdajo publikacij, organizacijo dogodkov, odločitve za sponzoriranje različnih panog ali dogodkov, podporo dobrodelnim dejavnostim, javne nastope vodilnih osebnosti in drugih zanimivih organizacijskih predstavnikov, oblikovanje zgodb.
Pri publiciteti ne moremo mimo vprašanj kredibilnosti in etičnosti. Z oglaševanjem, z nakupom prostora za posredovanje določenega sporočila v nekem mediju, sta namen in identiteta naročnika jasno izražena. Pri publiciteti sta promocijska nota sporočila in naročnik pogosto bolj zakrita. Publicistične prispevke, ki so pripravljeni na način novinarskega sporočanja, bralci, poslušalci in gledalci praviloma sprejemajo kot bolj verodostojne kot plačane oglase. Zato je pomembno, da organizacija novinarjem zagotovi informacije in dostop do odgovornih oseb, o vsebini in poudarkih sporočanja pa odločajo novinarji in uredniki sami.
Tradicionalno sta bili nekoč oglaševanje in publiciteta v medijih jasno ločeni. O oglasih so odločale oglasne ali marketinške službe medijev, o publiciteti novinarji in uredniki. V zadnjih desetletjih postaja meja med tradicionalnim oglaševanjem in novinarskimi vsebinami zaradi sprememb v medijski krajini, združevanja različnih oblik komuniciranja v celovito/intergrirano komuniciranje in uporabe orodij novih tehnologij vse bolj zabrisana.

## Načrtovanje publicitete
Spodbujanje in načrtovanje publicitete sodi med redne naloge odnosov z mediji. Nastopanje v medijih  je lahko načrtovano (proaktivno), odzivno (reaktivno) in krizno. Pri načrtovanih odnosih z mediji spodbujamo objavljanje informacij in predstavitev izdelkov, storitev, programov, organizacijskih načrtov, da bi vplivali na podobo organizacije v množičnih medijih. Odzivni odnosi z mediji izražajo sposobnost in usposobljenost strokovnjakov, da se primerno odzivajo na vprašanja in poizvedbe novinarjev. Krizno medijsko komuniciranje se uveljavi v času konfliktinih in kriznih dogodkov ali situacij. Organizacija in njeni strokovnjaki morajo biti na krizno komuniciranje vnaprej primerno pripravljeni in usposobljeni.
Organizacije lahko profesionalno in odgovorno komunicirajo z mediji, če vzpostavijo funkcijo odnosov z mediji. Imenovati morajo odgovorno in usposobljeno osebo, ki v organizaciji poskrbi za dogovor o politiki komuniciranja z mediji, vzpostavi potrebno infrastrukturo (pripravi medijske adreme, oblikuje format sporočil za javnost in novinarske konference, pripravlja terminske medijske načrte – mesečne, četrtletne, polletne, letne; oblikuje priročnik najpogostejših vprašanj in odgovorov in medijski priročnik, vzdržuje spletno novinarsko središče, spremlja in analizira medijske objave) in skrbi za usposabljanje govorcev, ki predstavljajo organizacijo v medijih.

## Izvajanje publicitete
Za odnose z mediji skrbijo organizacije same, ali pa jih izvajajo s pomočjo specializiranih agencij. V državah z dolgoletno tradicijo odnosov z javnostmi (ZDA, Združeno kraljestvo) je publiciteta postala tržna specializacija, ki je še posebej izražena na določenih področjih (šport, kultura, popularna kultura, industrija zabave). Vse pogosteje pa je opaziti tudi mediatizacijo organizacij, predvsem velikih korporacij. Ko te komunicirajo s svojimi številnimi javnostmi v različnih in številnih formatih (revije, časopisi, brošure, radijski in televizijski programi, spletna mesta, družbeni mediji in omrežja) postajajo vse bolj same svoj založnik za vse ali večino formatov komunikacije.
V Sloveniji nimamo profesionalnih publicističnih agentov. Če te dejavnosti ne opravijo strokovnjaki za odnose z javnostmi v sami organizaciji, jo v imenu organizacij – naročnikov opravljajo novinarji (kar pa je v nasprotju z  njihovo neodvisno novinarsko vlogo) in agencije za odnose z javnostmi.

## Spremljanje in vrednotenje publicitete
Odnose z mediji ocenjujemo, da bi ugotovili, kako uspešni smo bili pri doseganju zastavljenih ciljev in kako učinkovito smo porabili vložena sredstva.
Učinke publicitete ugotavljamo s spremljanjem in analiziranjem medijskih objav. Ker je objav in medijev navadno veliko, je njihova spremljava zamudna in zapletena. Zato so se izoblikovale specializirane agencije za spremljanje medijskih objav, imenovane tudi kliping agencije. Poimenovanje izhaja iz angleške besede clip ali izrezek iz časopisa, saj so bile prve zbirke sestavljene iz časopisnih izrezkov. Zbirka navadno vsebuje pregled objav po medijih, njihov obseg in umeščenost na medijski strani ali v programu, navedbo novinarjev, ki poročajo, navedbo tematskih poudarkov, časovno dinamiko pojavljanja, pregled virov poročanja in vrednostno naravnanost (pozitivna, nevtralna, negativna). Pregled daje dobro podlago za analiziranje medijskih odmevov in pripravo novih medijskih načrtov.
Organizacije zanima tudi izračun dometa in finančne vrednosti publicitete. Iz dosega medijev in pogostosti objav je mogoče oceniti, kakšna je priložnost ciljnih javnosti, da zasledijo objavljeno sporočilo (angl. OTS – opportunity to see). 
Publiciteta se pogosto meri tudi v obliki oglasne protivrednosti (angl. AVE – advertising value equivalent), to je vrednosti, ki bi jo morali plačati, če bi sporočilo objavili po ceni zakupa oglaševalskega prostora v določenem mediju. Ker naj bi imela publicistična objava večjo vrednost od kupljenega oglasa, organizacije oglasno protivrednost množijo z mnogokratniki in dobijo precej visoke vrednosti. 
Za strokovnjake, nekatera nenacionalna ali mednarodna profesionalna združenja je ta metoda vrednotenja nesprejemljiva in neetična, zato jo odsvetujejo. Menijo, da neposredna primerjava oglaševanja in publicitete ni mogoča, saj oglaševanje lahko usmerjamo in nadzorujemo, ker smo ga plačali, publiciteta pa temelji na presoji odbiralcev informacij in urednikov medijev, ki praviloma ne dopuščajo vplivanja na naslove prispevkov, izbor poudarkov, podnapise pod fotografijami. Neustrezno je preračunavati namišljen oglasni prostor, hkrati pa zanemarjati vrednotenje vplivov in učinkov objavljenih vsebin